# Boka Vanguard
Die Boka Vanguard ist ein Halbtaucherschiff mit einer Länge von 275 Metern, einer Decksbreite von 70 Metern und einer Transportkapazität von 117.000 Tonnen. Das Schiff wurde im Jahr 2013 von der niederländischen Schwergutreederei Dockwise als Dockwise Vanguard in Dienst gestellt und war zu diesem Zeitpunkt das größte derartige Transportschiff.

## Einzelheiten
Das Schiff unterscheidet sich von den meisten anderen Halbtaucherschiffen durch sein „bugloses“ Design (das Deck geht auf einer Ebene bis an den Bug, so dass Lasten auch vorn über das Schiff hinausragen können) und die Anordnung von Brücke und Mannschaftsräumen seitlich vom eigentlichen Schiffsrumpf, so dass die eigentliche Decksbreite fast komplett für Lasten zur Verfügung steht. Lediglich vier schmale „casings“ sorgen dafür, dass auch im halb getauchten Zustand technisch notwendige Verbindungen zur Wasseroberfläche beibehalten werden können.

## Geschichte

### Planung und Bau
Das Schiff wurde gemeinsam vom Eigentümer und der finnischen Firma Delta Marine geplant und konstruiert. Wegen der neuartigen Konstruktionsmerkmale wurde der Entwurf vor der Realisierung u. a. der Klassifikationsgesellschaft Det Norske Veritas zur Prüfung vorgelegt, die wiederum die IMO konsultierte. Als Bauwerft wurde nach einer Ausschreibung, bei der sich zehn Werften beworben hatten, Hyundai Heavy Industries in Ulsan unter Vertrag genommen. Die Kiellegung erfolgte im Dezember 2011, die Taufe auf den Namen Dockwise Vanguard am 30. November 2012. Der Schiffsname wurde bei einem Wettbewerb unter den Angestellten von Dockwise ermittelt. Das Schiff wurde am 30. Januar 2013 fertiggestellt.

### Umbenennung
2013 wurde die Reederei von Royal Boskalis Westminster übernommen. Die Dockwise Vanguard wurde daraufhin 2018  in Boka Vanguard umbenannt.